# Ičan Kala
Ičan Kala (uzbeško Ichan-Qаl’а) je obzidano notranje mesto mesta Hiva v Uzbekistanu. Od leta 1990 je zaščiteno kot območje Unescove svetovne dediščine.
Staro mestno jedro ohranja več kot 50 zgodovinskih spomenikov in 250 starih hiš, ki izvirajo predvsem iz 18. ali 19. stoletja. Mošeja Džuma je bila na primer zgrajena v 10. stoletju in obnovljena med letoma 1788 in 1789, čeprav njena znamenita hipostilna dvorana še vedno ohranja 112 stebrov, vzetih iz starodavnih struktur.
Pomembne stavbe v Ičan Kali so Konya Ark, mošeja Džuma, mošeja Ak, mošeja Hasanmurod Qushbegi, medrese Alla-Kulli-Khana, Muhameda Aminkhona, Muhameda Rakhimkhona, mavzoleji Pahlavona Mahmuda, Sajida Allavuddina, Šergozikhona ter karavanseraji in tržnice.

## Legenda o izvoru
Po legendi so glino s tega območja uporabljali za gradnjo najdišč v Medini v času preroka Mohameda; jezero (ki se je pojavilo kasneje) pa velja tudi za sveto. V drugi legendi piše, da je sveti vodni kanal v Hivi, znan kot kanal Xeyvak, izkopal Šem, Noetov sin, ki naj bi imel čudežno lopato. Podobno se je po pripovedih gradnja Horezma začela s Šemom.

## Obzidje
V Hivi je mesto na tradicionalen način razdeljeno na dva dela: notranje mesto (Ičan Kala), obdano z notranjim obrambnim obzidjem, in zunanje mesto (robod), znano kot Dišan-Kala, obdano z zunanjim obrambnim obzidjem.
Obzidje Ičan Kale je visoko 8–10 metrov, debelo 5–6 metrov in ima skupno dolžino oboda 6250 metrov. Tako zunanji kot notranji obrambni zidovi so zgrajeni iz blatnih opek. V intervalih vsakih 30 metrov vzdolž notranjega mestnega obzidja so navzven štrleči stražni stolpi. Zgornji del obzidja ima nazobčane stene za streljanje na sovražnike v času spopadov. Jarki, napolnjeni z vodo, so bili del obrambnega sistema, ostanke katerih je še vedno mogoče videti v južnem delu mesta, medtem ko so na severu in zahodu za pokrivanje jarkov uporabljali starodavne glinene cevi.
Mestna vrata so bila prav tako sestavni del obrambnega sistema. Preostala vrata so vrata Bogcha (sever), vrata Polvon (vzhod), vrata Toš (jug) in vrata Ota (zahod). Kažejo, da so bila opremljena s stolpi zarba na obeh straneh prehoda in galerijami nad vrati. Vrata so pogosto vodila do obokanih prehodov, in če je bila cesta še posebej dolga, so imela več kupol.

## Struktura
Zgodovina gradnje arhitekturnih spomenikov v Ičan Kali je v glavnem razdeljena na 4 obdobja:
- Prvo obdobje sega od starodavnega obdobja Horezma do obdobja mongolske invazije. Iz tega obdobja so se ohranili zahodni zid Konya Arka, starodavni stolp v severovzhodnem kotu grajskega obzidja in ostanki grajskega obzidja.
- Drugo obdobje je bilo obdobje obnove Horezma po mongolski invaziji leta 1220. V tem obdobju so bili zgrajeni mavzolej Saida Alovuddina in druge veličastne stavbe.
- Tretje obdobje ustreza 16.–17. stoletju. Takrat (med vladavino Abulgazi kana in Asfandijar kana) so v Ičan Kali zgradili kopališče Anuša kana (1657), Ak mošejo (1675) in medreso Khojamberdibi (1688). Okrepili so utrdbe Konya Arka, zgradili so razgledno dvorano (sprejemno dvorano kana) (1686–1688). Zaradi vojne med Buharo in Iranom za Hivski kanat (1. polovica 18. stoletja) sta bila Ičan Kala in mesto Hiva na splošno močno poškodovana (Hiva je bila nekaj časa provinca, odvisna od Irana).
- Četrto obdobje zajema 18.–20. stoletje. V tem obdobju so bile zgrajene mošeje, medrese, ki so temeljile na tradicijah lokalne srednjeazijske arhitekture. Med dvema vratoma Ičan Kale je bila zgrajena glavna cesta. Konec 18. stoletja je bila obnovljena mošeja Džuma in ob njej postavljen visok minaret. Porušeno obzidje Ičan Kale je bilo obnovljeno, popravljenih pa je bilo tudi več stavb. V letih 1840–1842 je bil pred medreso Kutlugmurad Inak zgrajen dvonadstropni tim (notranja tržnica). V času vladavine kana Muhameda Rahima I. (1806–1825), Alla-Kulli-kana (1825–1842) in Mohameda Amina Bahadur kana (1845–1855) se je gradnja Ičan Kale pospešila. Zgrajeni so bili veličastna palača, medresa in mavzoleji: gradnja palače v Konyi Arku je bila dokončana. Zgrajena je bila nova in velika palača Tošhovli. Del trdnjavskega obzidja v bližini Palvanovih vrat je bil porušen, na njegovem mestu pa so zgradili karavansko palačo Alla-Kulli-kana, medreso in tim ter postavili mavzolej Pahlavon Mahmudu, ki je čudovit primer ljudske umetnosti. V tem obdobju sta nastali tudi medresi arabskega Mohameda kana in Musa Tore. Mohammed Amin Kan je v zahodnem delu Ičan Kale – poleg Konya Arka – zgradil minaret, znan kot Kalta Minor. Čeprav ta minaret ni bil dokončan, je dobro znan med drugimi spomeniki Ičan Kale.

## Galerija
- Zahodna vrata
- Obzidje Ičan Kala
- Ulica v starem mestu
- Ičan Kala ponoči
- Medresa Alla Kouli Kana